# Glaphyrus superbus
Glaphyrus superbus là một loài bọ cánh cứng trong họ Glaphyridae. Loài này được Champenois miêu tả khoa học năm 1898.